# Michał Władysław Sobolewski
Michał Władysław Sobolewski (ur. 16 kwietnia 1947 w Morągu) – informatyk pracujący w USA i Polsce, doktor habilitowany nauk technicznych.

## Życiorys
W 1971 ukończył studia informatyczne w Politechnice Gdańskiej, w 1978 obronił pracę doktorską A class of languages and models for pattern recognition, 14 marca 2012 habilitował się na podstawie dorobku naukowego i pracy zatytułowanej Metacomputing: expressing Metaprocesses of Computing Processes.
Pracował w Polskiej Akademii Nauk, a w 1989 wyjechał do Stanów Zjednoczonych, został zatrudniony w Centrum Naukowo-Badawczym przy Uniwersytecie w Morgantown. Był wiceprezydentem City Banku w Teksasie, gdzie rozwijał metody bankowości współbieżnej, po czym przeszedł do Global Research Center, General Electric w Schenectady. Był profesorem na wydziale „Computer Science” Texas Tech University w Lubbock, dyrektorem laboratorium SORCER.
Po powrocie do Polski zatrudnił się w Polsko-Japońskiej Akademii Technik Komputerowych w Warszawie, a także pracuje w Zarządzie Fundacji Ireny Jarockiej w Warszawie

## Ważniejsze osiągnięcia
W jego dorobku można wyodrębnić trzy nurty. Najstarszy dotyczy problematyki modelowania i reprezentacji wiedzy, drugi to zagadnienia zastosowania różnych metod i narzędzi sztucznej inteligencji we wspomaganiu procesów inżynierskich, i trzeci, uprawiany przez okres ostatnich 20 lat, to tematyka globalnie rozproszonych systemów obliczeniowych i ich programowania zorientowanego usługowo. Tematyką modelowania i reprezentacji wiedzy zajmował się do końca lat 80. W końcu lat 80. pojawiły się zagadnienia związane z zastosowaniem różnych metod i narzędzi sztucznej inteligencji we wspomaganiu prac inżynierskich. Druga połowa lat 90. to stopniowe, ewolucyjne przechodzenie do nurtu trzeciego, którego pełny rozkwit nastąpił w ciągu ostatnich 10 lat. Większość jego prac ma silne odniesienia do realnej, inżynierskiej rzeczywistości projektowej. Te odniesienia widać przede wszystkim w nurcie drugim i trzecim. W jego dorobku przewijają się zarówno wątki koncepcyjne, jak i implementacyjne. Pokazywane są zarówno koncepcje uchwycenia konkretnych aspektów inżynierskiego procesu projektowego, jak i określone fragmenty stworzonych przez niego, lub przy jego współpracy, metod i narzędzi informatycznych. W szczególności jest autorem koncepcji i głównym projektantem/programistą systemu meta-obliczeniowego SORCER będącego realizacją jego oryginalnej koncepcji dotyczącej systemów rozproszonych, zarządzania takimi systemami i języków meta-programowania lub programowania zorientowanego na wysiłek.
Jest autorem ponad 100 publikacji.

## Wybrane wyróżnienia i nagrody
- The Marquis Lifetime Achievement Award by Marquis Who’s Who[9]
- Who’s Who Top Scientists[10]
- Who’s Who Leaders[11]

## Życie prywatne
Ma siostrę Alinę. Jego żoną była piosenkarka Irena Jarocka (zm. 2012). W 1982 urodziła im się córka, Monika.

## Publikacje
- Sobolewski, M., (2014). Service oriented computing platform: an architectural case study. In: Ramanathan R, Raja K (eds) Handbook of research on architectural trends in service-driven computing, IGI Global, Hershey, pp 220-255
- Sobolewski, M., (2015). Technology Foundations. In: J. Stjepandić et al. (eds.) Concurrent Engineering in the 21st Century, ISBN 978-3-319-13775-9, Springer International Publishing Switzerland, pp 67-99
- Sobolewski, M. and Kolonay, R., 2012. Unified Mogramming with Var-Oriented Modeling and Exertion-Oriented Programming Languages, Int. J. Communications, Network and System Sciences, 2012, 5, 9[15]